# Бой под Хробжем
Бой под Хробжем (польск. Bitwa pod Chrobrzem) — бой между арьергардом польских повстанцев под командованием генерала Мариана Лангевича и отрядом российских регулярных войск генерала К. О. Ченгеры, произошедший 5 (17) марта 1863 года в ходе Январского восстания.

## Предыстория
После разгрома русского отряда под Скалой повстанцам удалось прорвать окружение русских и уйти юго-восточнее в Меховский уезд, и расположить свой лагерь у села Гоща, всего в 9 километрах от австрийской границы.
Там, благодаря бездействию регулярных войск, повстанцам удалось получить значительное пополнение, состоящее из добровольцев из близлежащих деревень и Галиции. В итоге к началу марта они располагали более чем 3000 личного состава и несколькими орудиями.
26 февраля (10 марта) Лангевич провозгласил себя диктатором восстания.
На следующий день он назначил командующим своими «вооруженными силами» повстанческого полковника Антония Езёранского, присвоив ему звание генерал]. Однако Езёранский выступил против диктатуры Лангевича, и в результате возникшего между ними конфликта увел свой отряд из нескольких сотен человек в Австрийскую империю, ослабив силы Лангевича.
Утром 28 февраля (12 марта) Лангевич получил донесение от местных жителей о том, что правительственные войска собираются атаковать его лагерь в Гоще, в результате чего в ночь на 1 (13 марта) повстанцы по его приказу оставили Гощу и выступили на север, намереваясь вторгнуться в Келецкий или Стопницкий уезд (ныне Калецкий и Бусийский повяты Свентокшиское воеводство, Польша).
В ответ на это, из Кельце 4 (16) марта выступил отряд полковника Ченгеры (4 роты пехоты, 2 эскадрона драгун, полсотни казаков, 4 орудия), всего около 1000 человек.
Следуя сперва наперерез, а потом по пятам противника, Ченгеры днем 5 (17) марта нагнал арьергардную колонну поляков, уходивших с несколькими обозами из деревни Хробж.

## Бой
Заметив противника, русская артиллерия по приказу Чингеры выдвинулась на позиции и открыла по ним огонь картечью, намереваясь навязать бой в выгодных для себя условиях. Однако пехота запаздывала.
Поляки, находящиеся на открытой местности, неся значительные потери, кинули один из нескольких обозов и стали в спешке отступать по направлению к остальным силам Лангевича.
Небольшая колона касиньеров попыталась атаковать беззащитную русскую артиллерию в 500 метрах от неё, но никто из атакующих не успел добежать до орудий, понеся серьёзные потери под натиском картечи.
Некоторое число вооруженных ружьями мятежников под командованием полковника Чачовского открыли по русским огонь, прикрывая отступление своих товарищей.
В конечном итоге повстанцам в спешке удалось переправиться по деревянному мосту на другой берег Ниды (мост за собой сожгли) и присоединиться к основным силам Лангевича, которые концентрировались в густом лесу, к северо-западу от местечка Буско-Здруй. Русская артиллерия была вынуждена прекратить огонь в связи с наступлением темноты и неподходом пехоты.

## Последствия
Повмтанцы понесли в бою значительные потери: от 100 до 150 убитых и раненых, кроме того, русскими войсками был захвачен по крайней мере один обоз. Русским также достались два орудия, отнятые у мятежников, а также более 500 штуцеров. 
Однако обе стороны заявили о своей победе. Поляки сообщили о том, что потери русских также превысили 300 человек убитыми и ранеными. Однако Чингеры в своем отчете о потерях говорит, что «в столкновении с польскими мятежными бандами под Хробжем погиб один артиллерист и ещё четыре были ранены, двое из них тяжело» Фактически битва закончилась безрезультатно для обеих сторон, так как правительственным войскам не удалось полностью уничтожить повстанцев, и те смогли отступить в густой лес, к северо-западу от местечка Буско-Здруй, что и привело на следующий день к бою под Гроховиско.